# Adam Rayner
Adam Rayner (nascido em 28 de agosto de 1977) é um ator inglês. Ele é conhecido por papéis na televisão, incluindo: Dominic Montgomery em Mistresses, Dr. Steve Shaw em Hawthorne, Aidan Marsh em Hunted, Bassam "Barry" Al-Fayeed em Tyrant e Tal-Rho em Superman & Lois. Ele também apareceu no palco em The Rivals (Bristol Old Vic, 2004), Romeu e Julieta (Royal Shakespeare Theatre, 2006) e Much Ado About Nothing (Novello, 2006).

## Carreira
Rayner estudou na Universidade de Durham e depois de se formar completou um curso de atuação de dois anos na LAMDA.
Ele fez uma aparição como 'Dr. Gail' no episódio especial de Natal de 2010 'The Perfect Christmas' da sitcom da BBC Miranda ao lado dos regulares Sally Phillips, Miranda Hart, Tom Ellis, Sarah Hadland e Patricia Hodge, e seu personagem retornou no quarto episódio da terceira temporada, intitulado "Je Regret Nothing".
Em novembro de 2012, foi anunciado que Rayner foi escalado como Simon Templar para uma nova série de televisão de The Saint, baseada no personagem. As filmagens principais começaram em dezembro de 2012, em Pacific Palisades, Califórnia. O produtor executivo Roger Moore não conseguiu vender o piloto. Foi finalmente lançado em 2017, após a morte de Moore.
Rayner foi escalado para o papel principal na série de TV do canal FX, Tyrant. Em 2021, Rayner foi escalado como Morgan Edge / Tal-Rho na série de televisão dramática de super-heróis Superman & Lois.
Em agosto de 2022, foi anunciado que Rayner foi escalado para um novo papel na terceira temporada da série de televisão Max, Warrior.

## Filmografia

### Filme
| Ano  | Título                                                 | Papel                 | Notas          |
| ---- | ------------------------------------------------------ | --------------------- | -------------- |
| 2003 | The Goodbye Plane                                      | Leonard com 20 anos   | Curta-metragem |
| 2004 | The Rivals                                             | Capitão Jack Absoluto |                |
| 2005 | RedMeansGo                                             | Sam                   |                |
| 2006 | Love and Other Disasters                               | Tom / Fantasia David  |                |
| 2007 | Cabeças retas                                          | Jago                  |                |
| 2007 | Steel Trap                                             | Adão                  |                |
| 2011 | The Task                                               | Taylor                |                |
| 2015 | Rastreadores                                           | Moleiro               |                |
| 2021 | Everything I Ever Wanted to Tell My Daughter About Men | Campbell Scott        |                |

### Televisão
| Ano        | Titulo                        | Papel                                               | Notas                                                        |
| ---------- | ----------------------------- | --------------------------------------------------- | ------------------------------------------------------------ |
| 2003       | At Home with the Braithwaites | Nick Bottomley                                      | 6 episódios                                                  |
| 2004       | Making Waves                  | Lt. Sam Quartermaine                                | Episódio: "Episode 2"                                        |
| 2005       | Vincent                       | James O'Connor                                      | Episódio: "The Prodigal Son"                                 |
| 2005, 2007 | Sensitive Skin                | Greg                                                | 3 episódios                                                  |
| 2006       | The Line of Beauty            | Ricky                                               | Episódio: "To Whom Do You Beautifully Belong"                |
| 2008–2010  | Mistresses                    | Dominic Montgomery                                  | Papel principal                                              |
| 2008       | Doctor Who                    | Roger Curbishley                                    | Episódio: "The Unicorn and the Wasp"                         |
| 2010       | Abroad                        | Edward Walpole                                      | Filme TV                                                     |
| 2010–2011  | Hawthorne                     | Dr. Steve Shaw                                      | Papel principal                                              |
| 2010, 2013 | Miranda                       | Dr. Gail                                            | 2 episódios                                                  |
| 2011       | Waking the Dead               | Piers Kennedy                                       | 2 episódios                                                  |
| 2011       | Dragon Age: Redemption        | Cairn                                               | 6 episódios                                                  |
| 2012       | Undercovers                   | Tomas Hauptman                                      | Episódio: "Dark Cover"                                       |
| 2012       | Hunted                        | Aidan Marsh                                         | Papel principal                                              |
| 2013       | The Whale                     | Captain Pollard                                     | Filme TV                                                     |
| 2014–2016  | Tyrant                        | Bassam "Barry" Al-Fayeed                            | Papel principal                                              |
| 2016       | Notorious                     | DA Max Gilford                                      | 6 episódios                                                  |
| 2017       | The Saint                     | Simon Templar                                       | Filme TV                                                     |
| 2019       | The Fix                       | Matthew Collier                                     | Papel principal                                              |
| 2021–2022  | Superman & Lois               | Tal-Rho / Morgan Edge / Eradicator, Bizarro Tal-Rho | Papel principal (temporada 1) Papel recorrente (temporada 2) |
| 2023       | Warrior                       | Douglas Strickland                                  | Papel principal                                              |

## Teatro
| Ano  | Título                         | Papel                 | Local                                           | Notas |
| ---- | ------------------------------ | --------------------- | ----------------------------------------------- | ----- |
| 2001 | A Sala de Jogos                | Doninha               | Teatro Finborough, Londres                      |       |
| 2002 | This Is Our Youth              | Dennis                | Teatro Garrick, Londres                         |       |
| 2004 | The Rivals                     | Capitão Jack Absoluto | Bristol Old Vic, Bristol                        |       |
| 2005 | The Postman Always Rings Twice | Barlow                | Teatro Playhouse, Londres                       |       |
| 2006 | King John                      | Essex                 | Teatro Swan, Stratford-upon-Avon                |       |
| 2006 | Muito Barulho por Nada         | Cláudio               | Teatro Swan, Stratford-upon-Avon                |       |
| 2006 | Romeu e Julieta                | Teobaldo              | Teatro Real de Shakespeare, Stratford-upon-Avon |       |
| 2008 | Beau Jest                      | Prumo                 | Hackney Empire, Londres                         |       |
| 2015 | Someone Who'll Watch Over Me   | Adão                  | Teatro do Festival de Chichester, Chichester    |       |